# Erigone benes
Erigone benes là một loài nhện trong họ Linyphiidae.
Loài này thuộc chi Erigone. Erigone benes được Ralph Vary Chamberlin & Wilton Ivie miêu tả năm 1939.